# 雜色牛魚
雜色牛魚，為輻鰭魚綱鱸形目南極魚亞目牛魚科的其中一種，分布於西南太平洋區的紐西蘭海域，棲息在沿岸淺礁區，可做為觀賞魚。